# Capasa korndorfferi
Capasa korndorfferi är en fjärilsart som beskrevs av Pieter Cornelius Tobias Snellen 1877. Capasa korndorfferi ingår i släktet Capasa och familjen mätare. Inga underarter finns listade i Catalogue of Life.